# Dragomir Nikolić
Dragomir Nikolić (serbe : Драгомир Николић) (né et mort à des dates inconnues) est un entraîneur de football yougoslave (serbe).
Il est connu pour avoir pris les rênes (conjointement avec Ljubomir Lovrić et Aleksandar Tirnanić) de l'équipe de Yougoslavie, finaliste de l'Euro 1960.

## Palmarès
Yougoslavie
- Championnat d'Europe :
  - Finaliste : 1960.